# Желан
Желан (фр. Gélannes) насеље је и општина у североисточној Француској у региону Шампањ-Арден, у департману Об која припада префектури Ножан сир Сен.
По подацима из 2011. године у општини је живело 726 становника, а густина насељености је износила 59,85 становника/km². Општина се простире на површини од 12,13 km². Налази се на средњој надморској висини од 75 метара.

## Демографија
| 1962. | 1968. | 1975. | 1982. | 1990. | 1999. | 2011. |
| ----- | ----- | ----- | ----- | ----- | ----- | ----- |
| 427   | 480   | 510   | 625   | 662   | 706   | 726   |

График промене броја становника у току последњих година